# Sticholonche
Sticholonche é um género peculiar de protozoários com uma única espécie, S. zanclea, encontrada no oceano aberto a profundidades de 99-510 metros. É geralmente considerado um heliozoário, colocado na sua própria ordem, chamada Taxopodida.
No entanto, também tem sido classificada com um radiolário pouco usual e isto tem ganho suporte a partir de estudos genéticos, colocando-os perto dos Acantharea.
Sticholonche têm cerca de 200 μm, apesar de variar consideravelmente, e possuem uma forma de simetria bilateral, um pouco achatados e largos na frente. Os axópodes estão arranjados em filas distintas, seis das quais ficam numa fenda dorsal e são rígidos, e o resto deles são móveis. São usados primeiramente para boiarem, em vez de servirem para a alimentação. Têm também 14 grupos de espinhos proeminentes, e muitas espículas menores, apesar de não haver cápsula central tal como nos verdadeiros radiolários.